# Mustapha Madih
Mustapha Madih (Casablanca, 1º gennaio 1956 – Casablanca, 4 novembre 2018) è stato un allenatore di calcio marocchino.

## Carriera

### Nazionale
Mustapha Madih fu l'allenatore della selezione marocchina che partecipò nel 2004 ai Giochi della XXVIII Olimpiade ad Atene.

## Palmarès

### Allenatore

#### Competizioni nazionali
- Coppa del Marocco: 2

Ol. Khouribga: 2006
FAR Rabat: 2007
- Campionato marocchino: 2

Ol. Khouribga: 2007
FAR Rabat: 2008